# Journée des trois drapeaux
La Journée des trois drapeaux est une passation de pouvoir entre l'Espagne et l'Empire français, puis de la France aux États-Unis, pour la remise officielle du territoire de la Haute-Louisiane qui se déroula les 9 et 10 mars 1804.

## Contexte
Depuis décembre 1803, la France a remis aux États-Unis, la Louisiane française, à la suite de la vente de la Louisiane aux États-Unis. Ce n'est qu'au mois de mars 1804, que le gouverneur américain nouvellement nommé, Amos Stoddard, s'embarque sur le fleuve Mississippi  pour rallier la ville de Saint-Louis, capitale de la Haute-Louisiane, ancien pays des Illinois.
La cérémonie de la remise de la Haute-Louisiane redevenue française pour quelques jours aux États-Unis d'Amérique fut appelée la journée des trois drapeaux. Cette cérémonie s'est déroulée à Saint-Louis des Illinois, en Haute-Louisiane les 9 et 10 mars 1804. Comme la population de Saint-Louis était alors surtout de souche française, le drapeau français a flotté pour une période de 24 heures avant le transfert du territoire aux États-Unis d'Amérique. À l'origine cette contrée possession française, passait sous juridiction espagnole, en vertu du traité de Fontainebleau de 1762.

## Déroulement de la cérémonie
Le 9 mars 1804, la cérémonie débuta avec l'arrivée du major Amos Stoddard (récemment désigné gouverneur militaire américain) accompagné du capitaine Meriwether Lewis, membre de l'expédition Lewis et Clark. La garnison espagnole, en uniforme de cérémonie, au son de la musique du fifre et tambour souhaita la bienvenue à la nouvelle administration. Après que celle-ci eut reçu les clés de la ville du lieutenant-gouverneur espagnol Charles de Hault de Lassus, le canon se fit entendre, suivi de l'allocution prononcée par le gouverneur de Lassus : « Peuple de la Haute-Louisiane, par ordre du roi, je suis sur le point de rendre ce poste et ses dépendances. Le drapeau qui vous a protégé pendant près de 36 ans, vous ne le verrez plus. Le serment que vous aviez tenu, ne vous liera plus. La fidélité et le courage que vous avez manifestés resteront gravés dans nos mémoires. Du fond de mon cœur, je souhaite à tous prospérité. »
Le drapeau espagnol fut descendu, puis ce fut la montée, au milieu des acclamations de la population, du drapeau du Royaume de France fleurdelysé car le gouverneur Charles de Hault de Lassus baron et noble de naissance ne tenait pas à hisser le drapeau tricolore de la Révolution française comme ce fut pourtant le cas à la Nouvelle-Orléans en décembre 1803 avec le gouverneur de la Louisiane française Pierre-Clément de Laussat. Au crépuscule, le gouverneur américain Amos Stoddard eut l'intention d'abord de descendre le drapeau français de son mat, puis se ravisant, jugeait plus prudent de la garder déployé pendant une période complète de 24 heures. Une garde d'honneur formée de volontaires fut assignée à la garde pour la nuit.
Ce n'est que le lendemain, le 10 mars 1804, après 24 heures du déploiement du drapeau français fleurdelysé, que ce dernier fut descendu officiellement et remplacé par la bannière étoilée des États-Unis.